# 何现龙
何现龙（1910年—1998年7月22日），彝族，云南泸西县白水镇吾乃白村人，中华人民共和国政治人物。

## 生平

### 民国时期
1928年到昆明省立第一中学读书，后考入南京震旦大学法文科就读。1932年，考入中央军校高等教育班第二期学习。1935年去，日本留学考入日本明治大学读完政治经济系课程。1937年七七事变后回国，与柯仲平、徐克等共同组织抗日学生战时归国服务团，后返回昆明。又随张冲将军奔赴抗日前线，在武汉经罗炳辉介绍于1938年2月到达延安，被分配到瓦窑堡抗日军政大学第四期学习。同年秋毕业回八路军驻武汉办事处工作。后受组织指派，回云南后方进行统战工作。1939年春，何现龙回到昆明。1939年至1945年，他往来奔波于红河、盘江两岸的高山峡谷，穿梭于彝族聚居地区，宣传动员群众准备抗日，组建了一支以彝族为主的地方人民武装，并与圭山矣维哨村杨福安、杨文光、黄恩培等建立联系。
1946年，何现龙由郑伯克、毕恒光介绍加入了中国共产党。下半年按照省工委的指示，何现龙将原准备用于抗日的武器和人力变为反蒋武装斗争的基础，把东山(泸西)、龙海山(陆良)、圭山(路南)、西山(弥勒)、五山(弥勒)作为根据地。1947年6月，从圭山、五山抽出彝族青年到邱北县以训练政警队员为名进行了三个月的军事训练。1948年2月5日，泸西爆发武装暴动，何现龙与祁山等立即调动队伍支援。3月29日，起义部队在圭山糯斗村进行编队，由朱家璧任司令员，何现龙任副司令员，下辖三个大队。1948年5月，“一支人民的军队”在舍得整编为三个支队九个大队，何现龙任副司令员兼二支队支队长。7月1日，部队在富宁县里达镇召开会议，公开宣布主力部队番号为“云南人民讨蒋自救军第一纵队”，朱家璧、何现龙任正副司令员，张子斋、祁山任正、副政委，之后部队开赴越南河阳与桂滇边部队会师整训。10月，部队在严重减员的情况下，采用何现龙的建议化整为零，开展游击战争。何现龙率第一支队大部和第二支队一部回圭山、匠北一线活动。12月，何现龙在圭山组建了以大队长命名的黄仲先大队、杨文光大队等7个大队，另外在泸西、弥勒组建了7个大队。1949年1月，成立盘北指挥部，何现龙任指挥员。4月，前委决定将盘北指挥部所属部队整编为“桂滇黔边纵队第四支队”，后又称为“滇桂黔边纵第二支队”，何现龙任司令员、祁山为政委。在路南、泸西、弥勒、陆良、师宗、宜良一带穿插作战。1949年12月26日，为配合第二野战军五兵团十七军四十九师合力解除昆明围困，率二支队十三团十四团及右林护乡团和民兵在天生关至北大村一带阻击国军，并指挥部队攻占宜良和开远。

### 共和国时期
1949年7月，成立弥泸地区行政专员公署，何现龙兼任专员。1950年3月，边纵部队整编，何现龙任宜良分区司令员。1953年调云南省军区军事训练处任副处长，后任省第一届民族事务委贝会委员兼办公室主任。1953年，调任凉山工作团团长，后任凉山州军政委员会秘书长、凉山彝族自治州人民政府秘书长、州政协第一副主席。1958年，受到冲击。文化大革命结束后，得以更正。1980年至1985年，任云南省政协常委。1986年，离休后指导县志编纂的史实考证工作。1998年7月22日，何现龙在昆明逝世，享年88岁。